# Marie Béquet de Vienne
Pour les articles homonymes, voir Béquet.
Marie Béquet de Vienne née le 4 février 1854 à Paris et morte le 25 septembre 1913 à Hermanville-sur-Mer est une féministe, militante sociale et franc-maçonne française, créatrice de la société pour l'allaitement maternel et des refuges-ouvroirs destinés aux femmes enceintes en détresse. Elle est à l'origine de la loi Strauss votée en juin 1913, relative à la protection et l'assistance obligatoire de la femme en couches. Républicaine laïque, elle  crée de nombreuses œuvres d'entraides pendant 40 ans dont certaines perdurent encore en 2016. Elle fait partie en 1893 des fondatrices de la première obédience maçonnique mixte internationale, le Droit humain.

## Biographie

### Militantisme social
Marie Béquet de Vienne fait partie d'une ancienne famille de la bourgeoisie bourguignonne qui adhère aux idéaux de la Révolution française. Dans sa jeunesse elle est profondément choquée par la violence de la répression et les nombreux morts de la Commune de Paris. Elle épouse Léon Bequet, libre penseur et conseiller d'état dont elle est veuve à 37 ans. Elle se consacre  pendant de nombreuses années à des œuvres de bienfaisance dédiés aux femmes enceintes et aux enfants avec l'aide financière de mécènes qui soutiennent généreusement ses actions.
Républicaine laïque, sa perception de la misère humaine la font se pencher sur le problème de l’assistance maternelle. Elle établit un programme complet d’aide aux mères, en créant « l’œuvre de l’allaitement maternel et des refuges - ouvroirs pour femmes enceintes ». Elle crée en 1876 un premier refuge réservé à l’accueil des mères célibataires dans le 14e arrondissement de Paris. Elle en ouvre un second plus important en capacité dans le 17e arrondissement, au 9 bis rue Jean Baptiste Dumas, reconnue d'utilité publique en 1880, cette association existe encore en 2016 sous le nom de Fondation Bequet de Vienne.
Veuve à l'âge de 37 ans, elle poursuit son action en faveur de la mise en place d'action de bienfaisance en s'appuyant sur un réseau de généreux donateur. Elle bénéficie aussi du soutien politique de Georges Martin qui lui obtient une subvention du conseil municipal de Paris. Ses actions d’aide aux futures mères et aux femmes en couches sont très importantes durant toute sa vie. Elle est également la créatrice d'une société de solidarité à l’enfance.
Ces actions sociales sont saluées publiquement par de nombreuses personnalités publiques et politiques, tel Jules Ferry, Jules Simon, le docteur Roux, ou encore les présidents Émile Loubet et Raymond Poincaré.
Elle meurt à l'âge de 59 ans le 25 septembre 1913, elle est inhumée au cimetière du Père-Lachaise (51e division).

### Franc-maçonnerie
Marie Béquet de Vienne fait partie des pionnières de la franc-maçonnerie féminine. Membre fondateur de la première obédience mixte, le Droit humain, crée le 4 avril 1893, elle est parmi les seize premières femmes initiées en franc-maçonnerie et élevée à la maitrise par Maria Deraismes lors de tenues maçonniques organisées au domicile de cette dernière en février 1892 et mars 1893. Elle participe à la première tenue de la loge no 1 qui fonde le 4 avril 1893, la « Grande Loge symbolique écossaise - Le Droit humain » dont Maria Deraismes devient la première vénérable maitre. Elle est élue comme 1re surveillante au sein du 1er collège des officiers de la nouvelle loge-obédience. Cette première tenue se tient au 33 rue Jacob, locaux dont elle est détentrice et qu'elle continue d’offrir pendant la première année de vie de la jeune obédience. Elle est l'oratrice choisit pour prononcer l'éloge funèbre de Maria Deraisme en 1894.
Très impliquée dans la vie de l’obédience elle crée la loge no 3 à Rouen en 1896, dont elle est la vénérable pendant quatre ans.